# Morfometria
Morfometria é o estudo matemático das formas de objetos pertencentes à mesma população estatística.
Uma das suas aplicações é a identificação de populações de organismos vivos, que podem assumir formas ou tamanhos diferentes conforme o ambiente em que se desenvolveram.